# Kevin Shem
Kevin Shem (ur. 5 grudnia 1993) – vanuacki piłkarz grający na pozycji obrońcy.

## Kariera klubowa
Karierę piłkarską Shem rozpoczął klubie Tafea FC. W jego barwach zadebiutował w pierwszej lidze vanuackiej w 2011.

## Kariera reprezentacyjna
W reprezentacji Vanuatu Kevin Shem zadebiutował w 3 czerwca 2012 w wygranym 5-0 z Samoa w Pucharze Narodów Oceanii 2012, który był jednocześnie częścią eliminacji Mistrzostw Świata 2014.